# Орден Пехлеві
Орден Пехлеви (перс. نشان پهلوی‎) — найвища державна нагорода Ірану часів правління династії Пахлаві.

## Історія
Орден Пахлаві було започатковано 1926 року шахиншахом Ірану Резою Пахлаві як вища державна нагорода. Орден призначався для вручення монархам, принцам королівської крові, главам іноземних держав. Зображення знаку ордена на ланцюгу було розміщено у великому державному гербі.
Після Іранської революції 1979 року поряд з іншими монархічними нагородами орден Пехлеві було ліквідовано. Нині орден зберігається як династична нагорода Пахлаві.

## Ступені
Орден Пехлеві мав два ступені:
- Знак на орденському ланцюгу з нагрудною зіркою
- Знак на плечовій стрічці з нагрудною зіркою